# Andrew Amers-Morrison
Pour les articles homonymes, voir Morrison.
Andrew Amers-Morrison est un entraîneur britannique qui a été le sélectionneur de l'équipe des Seychelles de football. 
Entraîneur d'une équipe junior en vacances aux Seychelles, il est recruté à la suite d'une confusion de la Fédération seychelloise, qui cherchait en réalité à contacter l'ancien professionnel Andy Morrison (en). Il est remplacé en 2011 par Ralph Jean-Louis.